# باز شبه رصاصي
باز شبه رصاصي (الاسم العلمي: Leucopternis semiplumbeus)، نوع من الطيور الجارحة من فصيلة البازية. يوجد فيكولومبيا وكوستاريكا والإكوادور وهندوراس وبنما. موئله الطبيعي هو غابات الأراضي الرطبة شبه الاستوائية أو الاستوائية.